# Powiat de Bieruń-Lędziny
Le powiat de Bieruń-Lędziny (en polonais : powiat bieruńsko-lędziński) est un powiat appartenant à la voïvodie de Silésie dans le sud de la Pologne.

## Division administrative
Le powiat comprend 5 communes :
- 3 communes urbaines : Bieruń, Imielin et Lędziny ;
- 2 communes rurales : Bojszowy et Chełm Śląski.